# マリー・ラリッシュ・フォン・メーニッヒ
マリー・ルイーズ・エリーザベト・フライイン・フォン・ヴァラーゼー（ドイツ語: Marie Louise Elisabeth Freiin von Wallersee、1858年2月24日 - 1940年7月4日）は、ドイツの貴族女性。エリーザベト皇后の姪で、その息子が謎の死を遂げたマイヤーリンク事件にも深く関わった女性として有名である。

## 出自
マリーは、バイエルン公爵家のルートヴィヒ公子と女優ヘンリエッテ・メンデルの娘として、アウクスブルクのマクシミリアン通り87番地で生まれた。
父はバイエルン王家に連なる一族の出であったが、母が一介の舞台女優であったため、両親の結婚は貴賤結婚とされた。父の姉妹にはオーストリア皇后エリーザベトや両シチリア王妃マリアがいる。
彼女はバイエルンで自由に育てられた。彼女は乗馬とフェンシングが得意だった。
1869年に叔母のエリザベート皇后が来訪したとき、彼女を気に入り、ウィーンに連れ帰り、1876年にはハンガリーのゲデレー宮殿に招待した。マリーは叔母とその客たちと一緒にそこで数か月間生活した。皇后はマリーを重用するようになった。

## 最初の結婚とバルタッツィとの関係、そして離婚へ
1877年、マリーはエリーザベト付きの女官マリー・フェステティクスの手配で、ゲオルク・ラリッシュ・フォン・メーニッヒ伯爵と結婚することになった。マリーは正式に女官となり、ゲオルクも侍従に任命され、二人はシレジアのトロッパウ（現・オパヴァ）に移住し、フランツ・ヨーゼフとマリー・ヴァレリーの二人の子を儲けた。名付け親はエリーザベトの夫でオーストリア皇帝のフランツ・ヨーゼフとその末娘マリー・ヴァレリーだった。
しかし、マリーの浪費癖や男性関係の悪さが影響して、ラリッシュ伯爵との仲はあまり良くなく、彼女はギリシャ系の銀行家一族のハインリヒ・バルタッツィと関係を持つようになり、彼との間にマリー・ヘンリエットとゲオルク・ハインリヒ二人の子を儲けたが、夫のラリッシュ伯爵は世間体を守るため、二人を自分の子として認知した。それでも、1889年にマリーはバイエルンに移住し、二人は別居するようになった。更に、マリーが犬学者のカール・エルンスト・フォン・オットー・クレクヴィッツとの間にフリードリヒ・カールを産んだことが原因で、二人は正式に離婚した。

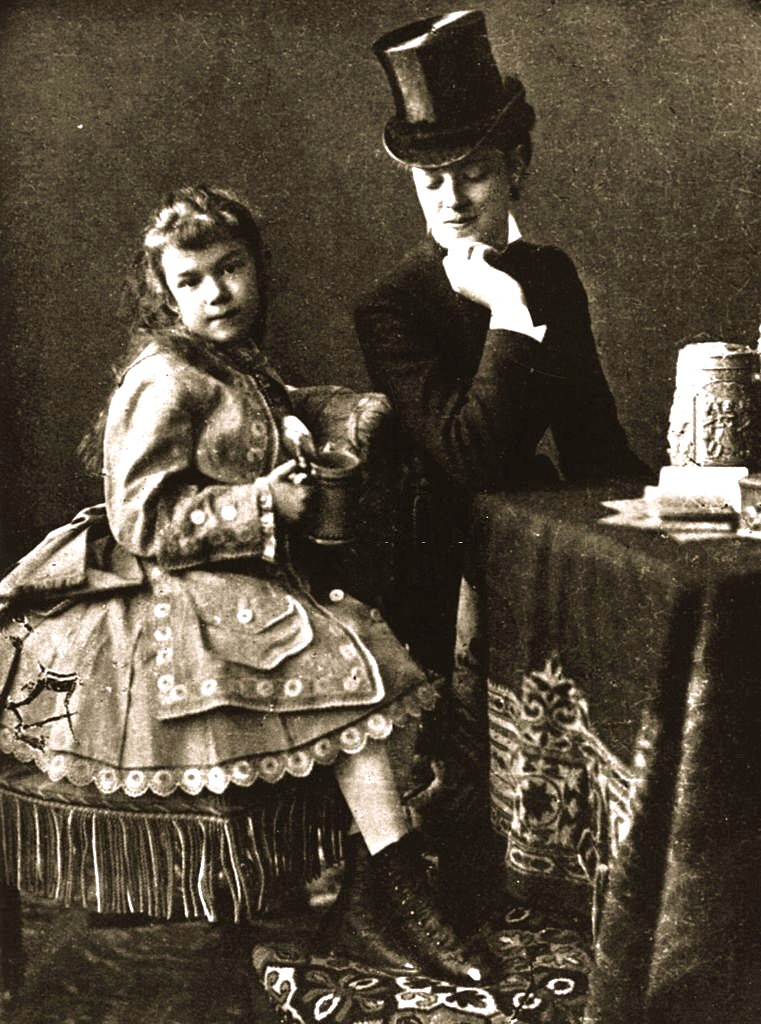
マリー（右）とマリー・ヴァレリー（左）

## マイヤーリンク事件
マリーは離婚後、恋人のバルタッツィと従弟の皇太子ルドルフから経済的支援を受けて生活していた。しかし、その生活もマリーがバルタッツィの姪のマリー・ヴェッツェラをルドルフに紹介したことで一変してしまう。「つやのない麦わらのような金髪はぼさぼさで、眉毛は薄く、正視に耐えなかった」と口の悪いマリーが語ったルドルフの妻の皇太子妃シュテファニーの姿と比べて、マリー・ヴェッツェラは小柄の美しい娘であった。やがてルドルフはマリー・ヴェッツェラに惹かれ、教皇レオ13世に宛ててステファニーとの離婚を求める書簡を送った。教皇は「不許可」と回答したが、これはルドルフにではなくローマ駐在の外交官を通じてフランツ・ヨーゼフ1世に返書が渡されたために一切が洩れてしまい、父帝の激しい怒りを呼び起こし、ルドルフとフランツ・ヨーゼフの確執は深まっていった。
そんな中、1889年1月26日、ルドルフはウィーン郊外のプラーターの狩猟地に赴き、マリーに「明日、マリー・ヴェッツェラを連れてきてほしい。今頼れるのは彼女だけだ」と語った。警察諜報員ドクトル・フローリアン・マイスナーが、警察長官のフランツ・クラウス男爵に提出した報告書によると、ルドルフ最後の夜となった1889年1月28日月曜日に、彼は愛人の高級娼婦ミッツィ・カスパルを訪ねている。彼は夜中の3時までミッツィの元に留まって何杯もシャンパンを飲み、管理人には口止め料として10グルデンを与えた。そしてルドルフは別れ際に、彼女の額に十字を切った。そしてそこからマイヤーリンクへ赴いた。
翌28日、ルドルフはマリー・ヴェッツェラとともにマイヤーリンクの狩猟館に馬車で向かった。1月30日水曜日午前6時10分、彼の部屋から2発の銃声を聞いた執事が駆けつけた。しかし部屋は内側から施錠されており、執事は斧でドアを破って入った。踏み込んだ先にはルドルフとマリーがベッドの上で血まみれになって死んでおり、傍らに拳銃が落ちていた。はじめ、事件は「心臓発作」として報道されたが、じきに「情死」としてヨーロッパ中に伝わり、様々な憶測を呼んだ。（「マイヤーリンク事件」）
ルドルフにマリー・ヴェッツェラを紹介したマリーはフランツ・ヨーゼフ1世とエリーザベトの怒りを買い、ウィーンの宮廷から追放されることになった。

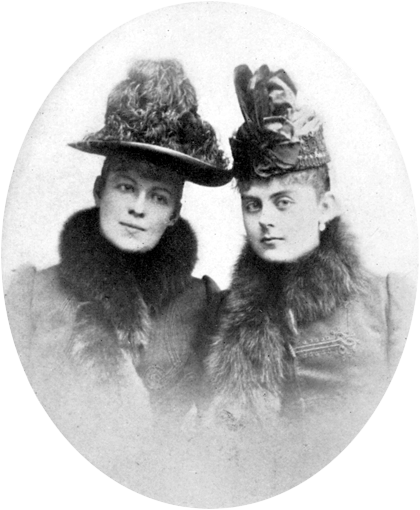
マリーとマリー・ヴェッツェラ（1888年）

## オペラ歌手オットー・ブリュックスとの結婚と回顧録、家族との別れ
1897年にマリーはバイエルンの宮廷オペラ歌手のオットー・ブルックスと再婚した。この結婚により、ブリュックスはバイエルンの舞台や宮廷オペラに出演することはできなくなり、その他の仕事もほとんどなくなり、酒に溺れるようになった。1899年に息子オットーが生まれたが、生活が苦しかった為、マリーは彼女の宮廷での私生活や自分の親戚たちについての回顧録を書いた。皇帝フランツ・ヨーゼフは彼女の回顧録がスキャンダルの火種になることを阻止する為、マリーに多額の口止め料を支払い、彼女から最初の原稿を買い取った。それでも、マリーには多額の借金があった為、皇室との関係を利用して、出版社やジャーナリストと繰り返し接触し続け、1913年、マリーは英国人ジャーナリストの協力を得て『私の過去』という回顧録を書き、高い発行部数を記録したが、第一次世界大戦勃発により、期待された経済的成功は実現できなかった。また、 1907年、次女マリー・ヘンリエッテが天然痘で亡くなり、1909年に次男ゲオルク・ハインリヒがナポリで自殺し（母に関するスキャンダルを知ったショックで自殺したとも言われている）、同年、長女マリー・ヴァレリーもシスターとしての活動中に罹った熱帯病で亡くなった。その前年の1906年にメスの劇場監督に就任していた夫のオットー・ブリュックスも1914年に肝硬変で亡くなっている。

## 第一次世界大戦中
第一次世界大戦中、未亡人となったマリーは西部戦線で赤十字看護師として、またミュンヘンでは外科看護師として働いた。またロルフ・ラフェが製作した1920年にサイレント映画『オーストリア皇后エリザベート』に、自分自身の役で出演した。
その後数年間、彼女は極貧生活を送り、ベルリンなどで家政婦として働いた。

## 3度目の結婚と渡米
1924年、マリーはフロリダの農場主で不動産業者で、自然療法医のウィリアム・ヘンリー・マイヤーズと接触し、結婚を条件に、彼女と息子のフリードリヒ・カールの米国渡航費を支払ってもらった。到着から3日後、彼女は契約どおり彼と結婚し、滞在許可証を取得した。しかし、この結婚はマリーにとって、ヨーロッパでの極貧生活から抜け出すためのものでしかなかった。
また、マイヤーズの方も、（若い）ヨーロッパの伯爵夫人の夫としての栄誉と持参金が目的の結婚詐欺師であり、マリーを虐待するようになり、マリーは1926年にニュージャージー州に逃げ、そこで料理人や掃除婦として働いた。
1929年に彼女は故郷のアウクスブルクに戻り、そこで父の実家であるヴィッテルスバッハ家から受け取った少額の年金で静かな余生をおくり、1940年に極貧のうちに亡くなった。また、1929年に一緒に渡米した息子のフリードリヒ・カールもインフルエンザで亡くなっていた。